# Heather Ashton
Chrystal Heather Champion-Ashton (Dehradun, 11 juli 1929 – Newcastle upon Tyne, 15 september 2019) was een Brits psychofarmacoloog en arts. Ze is vooral bekend vanwege haar standaardwerk over het afbouwen van benzodiazepinen: The Ashton Manual.

## Biografie
Chrystal Heather Champion werd geboren in Dehradun, Noord-India, als dochter van Harry Champion, een Britse bosbouwkundige, en Chrystal Parsons, secretaresse. Vanaf haar zesde ging ze naar een kostschool in Swanage in Dorset, Engeland.  Toen WO II begon, werd ze geëvacueerd naar West Chester in Pennsylvania. Tijdens de overtocht werd haar schip aangevallen door een U-boot.
Ashton ging geneeskunde studeren aan het Somerville College, Oxford, studeerde af met een First Class Honours Degree (BA) in fysiologie in 1951. Haar medische graad (DM) behaalde ze in 1956. Ze voltooide een professionele opleiding in het Middlesex Hospital. In 1975 werd ze verkozen tot Fellow van het Royal College of Physicians, Londen.
In 1965 trad Ashton toe tot de faculteit van Universiteit van Newcastle upon Tyne, eerst bij de afdeling farmacologie en later bij de afdeling psychiatrie. Van 1982 tot 1994 had ze een afkickkliniek voor benzodiazepinen in de Royal Victoria Infirmary in Newcastle. Ze zat in het uitvoerend comité van de North East Council on Addictions. Ashton hielp ook bij het opzetten van de Britse organisatie Victims of Tranquillizers (VOT). Voor Britse regeringscommissies over het roken van tabak, gebruik van cannabis en benzodiazepinen trad ze ook op als getuige.
Ashton stierf op 15 september 2019 in haar huis in Newcastle upon Tyne, op 90-jarige leeftijd.

## Onderzoek
Ashton ontwikkelde expertise op het gebied van effecten van psychoactieve drugs en van stoffen zoals nicotine en cannabis op de hersenen.
In de jaren zestig waren benzodiazepinen, zoals diazepam, oxazepam en temazepam, populair geworden en werden ze gezien als veilige en effectieve middelen voor de behandeling van angst of slapeloosheid, in tegenstelling tot de daarvoor vaak gebruikte barbituraten.  
Een studie wees uit dat het sterftecijfer bij overdosering onder patiënten die zowel benzodiazepinen als opioïden gebruikten 10 keer hoger was dan onder degenen die alleen opioïden gebruikten. 
Ashton's onderzoek naar deze medicijnen wees uit dat ze op korte termijn uitstekend kunnen worden gebruikt, maar zowel op de middellange als lange termijn kunnen leiden tot mentale en vooral fysieke afhankelijkheid. In zeldzame gevallen zelfs na kortdurend gebruik. Ze bemerkte ook dat de ontwenningsverschijnselen anders waren dan bij die van middelen zoals opioïden en verslaving aan alcoholische drank. Bij een lange periode van ontwenningsverschijnselen (langer dan 1-2 jaar) spreekt men van het benzodiazepine-ontwenningssyndroom.  
Artsen in Nederland gaan vaak uit van een standaardafbouw van enkele weken tot maximaal 3 maanden. Veel gebruikers blijven echter na een snelle afbouw nog lange tijd met ontwenningsverschijnselen kampen en worden vaak niet begrepen door de omgeving. Een deel van de benzodiazepinegebruikers komt er redelijk tot goed vanaf, een grote groep echter minder goed tot zeer slecht. Haar ervaring en onderzoeken leidde ertoe dat ze een handleiding schreef om degenen te helpen die probeerden te stoppen met hun voorgeschreven benzodiazepine(n). In haar onderzoeken bleek dat het vaak handig is om over te schakelen op diazepam, een middel met lange halfwaardetijd dat in veel doseringen verkrijgbaar is en ook makkelijk deelbaar. De afbouwschema's in haar handleiding zijn vaak langdurig en gebruiken aan het einde zeer kleine doseringen, in tegenstelling tot de gebruikelijke afbouwschema's van enkele weken tot maanden.  De handleiding wordt nu over de hele wereld gebruikt. Dit boek, Benzodiazepines: How They Work and How to Withdraw, werd voor het eerst gepubliceerd in 1999 en is bekend als de Ashton-manual en is vertaald in 11 talen. Ashton's onderzoek was invloedrijk en leidde in 2013 tot veranderingen in voorschrijfpraktijken en richtlijnen voor benzodiazepinen.  Haar onderzoek naar psychofarmaca leidde tot meer dan 200 tijdschriftartikelen, hoofdstukken en boeken, waaronder meer dan 50 artikelen over benzodiazepinen alleen. 